# TRIM11
TRIM11 (англ. Tripartite motif containing 11) – білок, який кодується однойменним геном, розташованим у людей на короткому плечі 1-ї хромосоми.  Довжина поліпептидного ланцюга білка становить 468 амінокислот, а молекулярна маса — 52 774.
| 10         |  | 20         |  | 30         |  | 40         |  | 50         |
| ---------- |  | ---------- |  | ---------- |  | ---------- |  | ---------- |
| MAAPDLSTNL |  | QEEATCAICL |  | DYFTDPVMTD |  | CGHNFCRECI |  | RRCWGQPEGP |
| YACPECRELS |  | PQRNLRPNRP |  | LAKMAEMARR |  | LHPPSPVPQG |  | VCPAHREPLA |
| AFCGDELRLL |  | CAACERSGEH |  | WAHRVRPLQD |  | AAEDLKAKLE |  | KSLEHLRKQM |
| QDALLFQAQA |  | DETCVLWQKM |  | VESQRQNVLG |  | EFERLRRLLA |  | EEEQQLLQRL |
| EEEELEVLPR |  | LREGAAHLGQ |  | QSAHLAELIA |  | ELEGRCQLPA |  | LGLLQDIKDA |
| LRRVQDVKLQ |  | PPEVVPMELR |  | TVCRVPGLVE |  | TLRRFRGDVT |  | LDPDTANPEL |
| ILSEDRRSVQ |  | RGDLRQALPD |  | SPERFDPGPC |  | VLGQERFTSG |  | RHYWEVEVGD |
| RTSWALGVCR |  | ENVNRKEKGE |  | LSAGNGFWIL |  | VFLGSYYNSS |  | ERALAPLRDP |
| PRRVGIFLDY |  | EAGHLSFYSA |  | TDGSLLFIFP |  | EIPFSGTLRP |  | LFSPLSSSPT |
| PMTICRPKGG |  | SGDTLAPQ   |  |            |  |            |  |            |

A: Аланін

C: Цистеїн

D: Аспарагінова кислота

E: Глутамінова кислота

F: Фенілаланін

G: Гліцин

H: Гістидин

I: Ізолейцин

K: Лізин

L: Лейцин

M: Метіонін

N: Аспарагін

P: Пролін

Q: Глутамін

R: Аргінін

S: Серин

T: Треонін

V: Валін

W: Триптофан

Кодований геном білок за функціями належить до трансфераз, фосфопротеїнів. 
Задіяний у таких біологічних процесах як убіквітинування білків, антивірусний захист, альтернативний сплайсинг. 
Білок має сайт для зв'язування з іонами металів, іоном цинку. 
Локалізований у цитоплазмі, ядрі.